# Kamferdroppar
Kamferdroppar (Æther spirituosus camphoratus), även kallade nervdroppar eller Bangs nervdroppar, är ett äldre läkemedel innehållande kamfer.
Dropparna togs som ett snabbt uppiggande medel vid svimningar, kramp och konvulsioner hos personer med nervös och särskilt hysterisk läggning. Det hävdades även ha verkan mot kolera. Medlet intogs gärna på en sockerbit och hade följande sammansättning enligt "AF68".
| Kamfer     | 150 g   |
| Eter       | 212,5 g |
| Starksprit | 637,5 g |

Detta är ekvivalent med en utblandning av 15 % kamfer i 85 % Hoffmanns droppar. Formeln för nervdropparna angavs först av den danske läkaren Frederik Ludvig Bang.